# Borkum (sziget)
Borkum egy Németországhoz tartozó sziget az Északi-tengerben. A Keleti-Fríz-szigetek közül az egyik legnyugatabbra fekvő, az Ems folyó torkolata mellett. Területe és népessége alapján is a legnagyobb a Keleti-Fríz-szigetek között.

## Földrajza

Borkum fekvése a Keleti-Fríz-szigetek csoportjában

Borkum szigete az Ems-folyam hatalmas tölcsértorkolatában, a szárazföldtől 55 km-nyire fekszik. Területe 30,74 km², ezzel napjainkban a Keleti-Fríz-szigetek legnagyobbikának számít. Területe kialakulatlan, folyamatosan változó. Sziget gyakorlatilag egy turzás, amelyet a tenger a környező wattok anyagából épített föl. Partvonala napjainkban is folyamatosan változik, északnyugati irányban terjeszkedik. Éghajlata óceáni jellegű, az enyhe teleket hűvös nyarak követik.
Területén három lakott hely található. A legnagyobb Borkum városa, amelynek 5000 állandó lakosa van. Az emeletes épületeivel szinte nagyvárosinak ható szállodasor a sziget északnyugati karéját foglalja el. Ettől északkeletre, 4 kilométernyire fekszik az Ostland nevű házcsoport, amely az egykor önálló sziget egyetlen faluja volt. A harmadik lakott hely a kompkikötő Borkum sziget délkeleti szegletében.

### Kialakulása

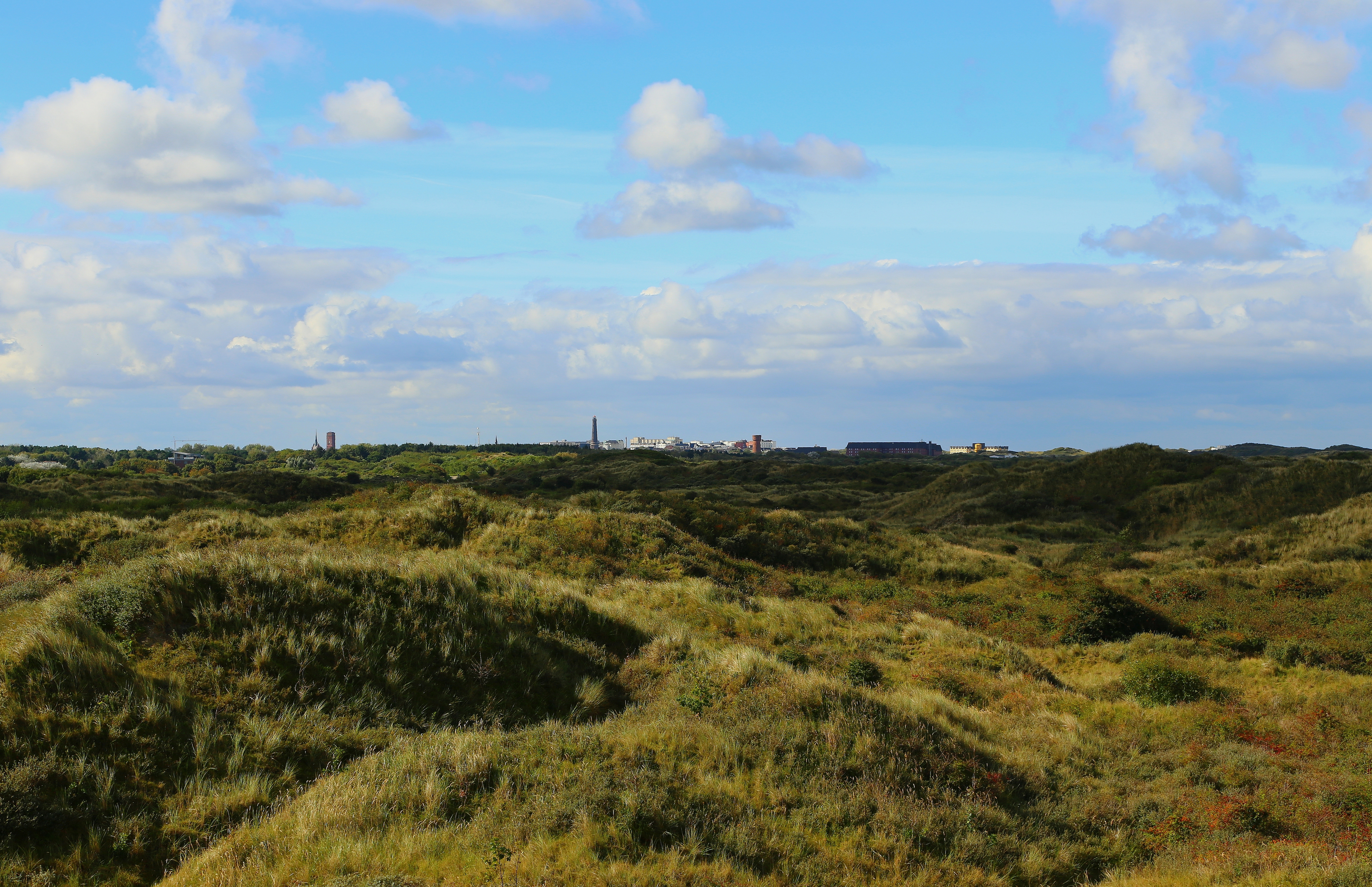
Dűnék

A sziget két szomszédos sziget összenövéséből jött létre. A két szigetet az Ems két ága fogja közre; a történelem során többször változott, hogy melyik szállítja a több vizet az Északi-tengerbe. A két folyóág nem csak vizet, hanem rengeteg homokot is szállít, amelyet a hullámverés a sziget partjain rak le. Nyugat-Borkumot (Borkum-Westland) és Kelet-Borkumot (Borkum-Ostland) még 1863-ban is egy Tüskendör (magyarul kb. „általérő”) nevű apálymeder választotta el egymástól. Az árvízvédelmi munkálatok során a két szigetet összekötötték, a Tüskendört pedig tóvá alakították. A sziget partvonala napjainkban is változik. Délnyugati oldalát kőszórásokkal kell védeni az Ems partpusztító munkájától, míg északi partjain egyre újabb strandok és dűnesorok képződnek.

## Élővilága
Borkum egésze az Alsó-Szász Watt-tengeri Nemzeti Park területéhez tartozik, ezáltal fokozottan védett. A szigetnek különösen gazdag a madárvilága, az itt jelen lévő fajok többsége költőhelynek használja az egykori Ostlandot. A sziget dűnéi között költ a bütykös ásólúd, több sirályfaj és egyes csérfélék. Míg a madarak a sziget keleti részén, addig a nagy testű tengeri emlősök a Borkum városától északnyugatra fekvő homokpadon telepedtek meg. Az Északi-tengeren leggyakrabban látható emlőse a Borjúfóka, amely több száz egyedből álló kolóniákat alkot az Ems homokpadjain. 1999-ben tűnt fel a sziget strandján az első kúpos fóka. Az akár 3 méteresre és fél tonnásra is megnövő állatokból ma már több tucat pihen itt, 2007-2008 telén pedig már a faj borjait is megfigyelték a sziget nyugati partjain.

## Története

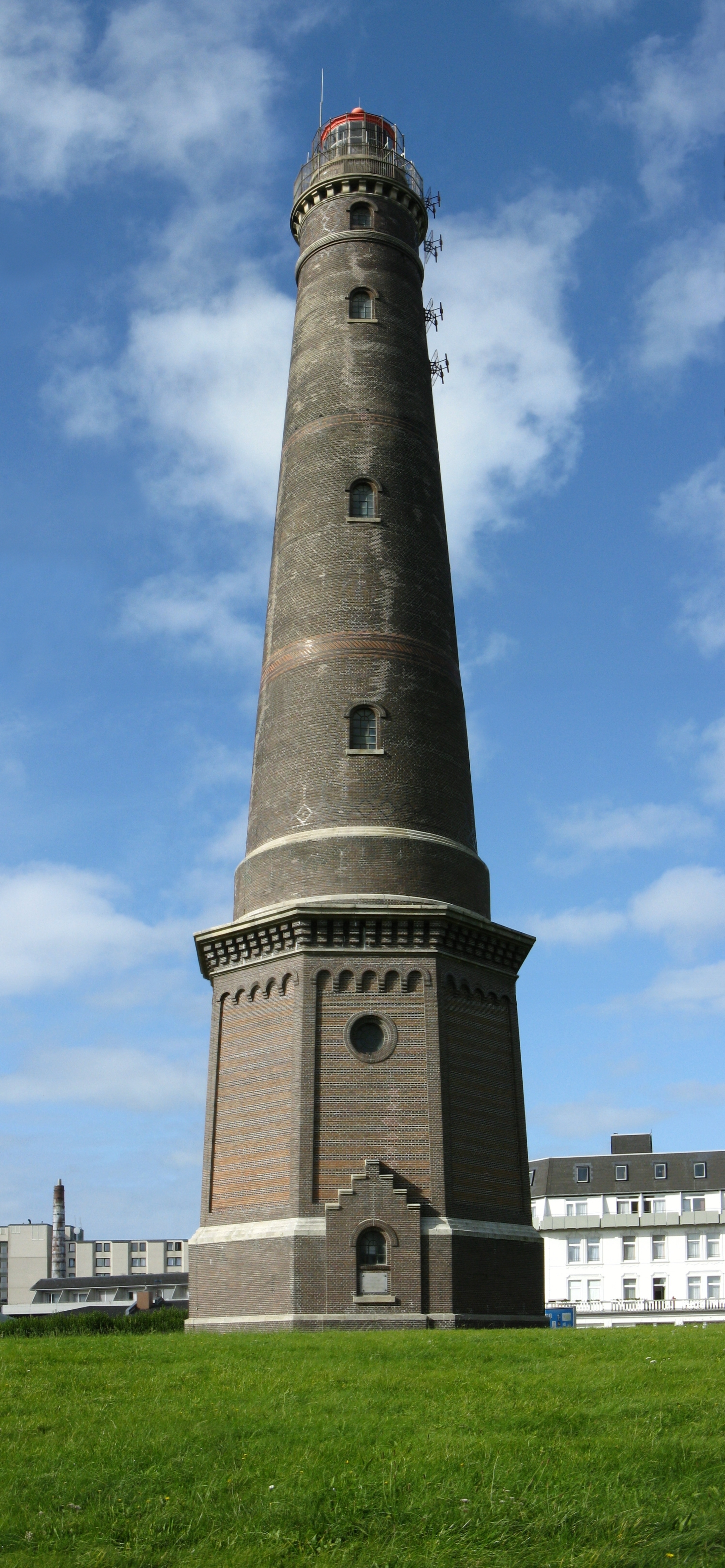
Új világítótorony

A szigetet elsőként 1227-ben említik Borkna, majd egy 1398. szeptember 11-én kelt okiratban Borkyn néven. 1464-ben a Fríz Grófság fennhatósága alá került. A 16. században fontos bálnavadász támaszpont volt. Az utolsó fríz gróf halála után 1744-ben I. Lipót császárra szállt. A 19. század elején a sziget többször gazdát cserélt. A tilsiti béke után 1807-től Hollandia, majd 1810-től a napóleoni Franciaország birtoka lett. 1813-ban Poroszország szerezte meg a sziget fölötti uralmat, ám a bécsi kongresszus a Hannoveri Királyság részévé nyilvánította 1815-ben. A háborúk és az azt követő elszegényedés következtében a sziget lakossága 1811-re 400 főre csökkent, ez az eddigi mélypont. 1866-ban Borkum is az egységes Német Császárság része lett, azon belül Poroszország fennhatósága alá került.
1902-ben II. Vilmos tengeri erődítménynek jelölte ki Borkumot. Katonai bázisok épültek és ekkor fektették le a kisvasút első sínpárjait is. A második világháború éveiben a sziget keleti felén dolgozott a katonai rakétákkal kísérletező Wernher von Braun. 1945-ben Hollandia az 1940-es náci agresszió miatti kárpótlásként Borkumra is bejelentette igényét, ám a briteknek és amerikaiaknak egy erős Németországra volt szükségük a szovjetekkel szemben, ezért elutasították a holland tervet. 1946-ban Borkum Alsó-Szászország, majd 1948-ban az NSZK része lett.

## Gazdaság és közlekedés

### Energiaipar
Borkum és az Északi-tenger környező területei Európa legszelesebb vidékei közé tartoznak. A kedvező szélviszonyok kihasználására  a szigettől 45 kilométernyire északnyugatra épül Németország első tengeri szélerőmű-telepe. A 2010-re elkészülő „Alpha Ventus” nevű komplexum 175 millió euróba kerül majd. Az erőmű évi 5 megawatt teljesítmény leadására lesz képes.

### Idegenforgalom

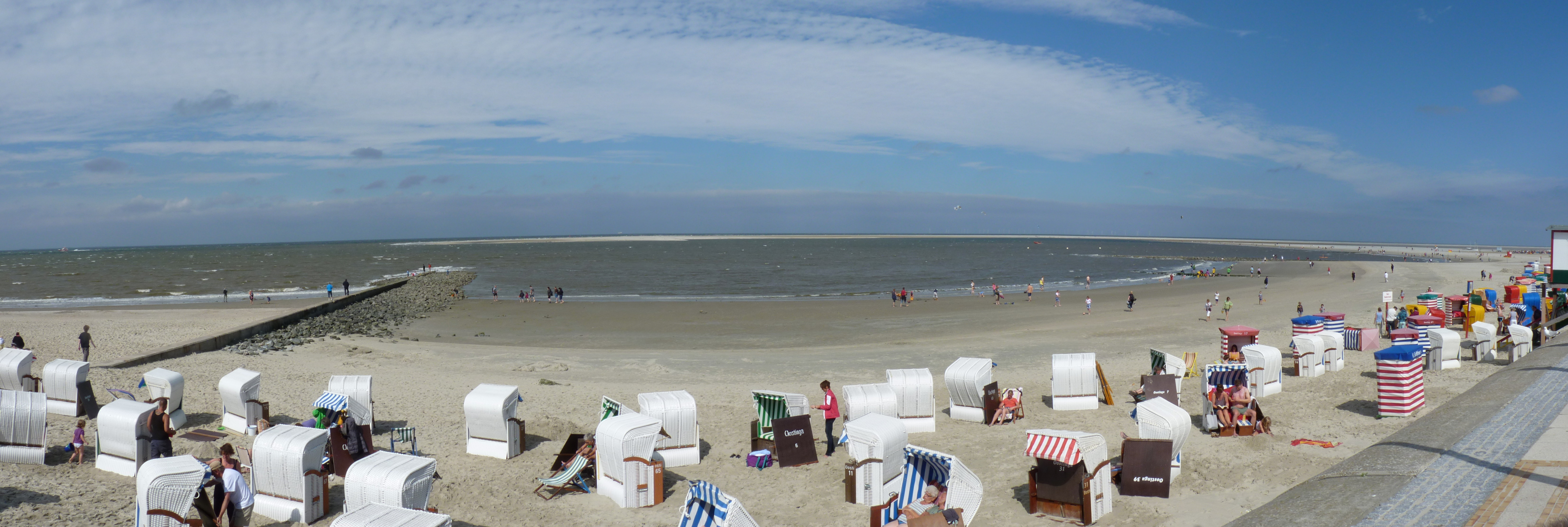
Északi strand

A sziget jelenlegi egyetlen bevételi forrása az idegenforgalom. Borkumra 1834-ben érkeztek az első nyaralók. Hamarosan megjelentek az első strandfürdők és az idegenforgalom gazdasági jelentősége növekedésnek indult. 1850-től kezdve vezetnek statisztikát a látogatókról, akkor 252 nyaraló érkezett, java részük a szomszédos Emdenből.  A borkumi idegenforgalom történetének furcsa intermezzója, hogy a sziget már a 19. század végén „zsidómentes” nyaralóhelyként pozicionálta magát. A második világháborút megelőzően a vendégek száma csökkent, mivel a sziget – földrajzi helyzetének köszönhetően – katonai bázis lett. 1945 után a tengerpartot még sok helyen csúfították el bunkermaradványok. A 20. század második fele a tömegturizmus robbanásszerű fejlődését hozta, nyaralók ezrei özönlöttek a szigetre, főként a Ruhr-vidékről. Kiszolgálásukra szállodák és éttermek sora épült. Az 1990-es években 200 000-en, 2003-ban már 270 000-en pihentek Borkumom.

### Közlekedés

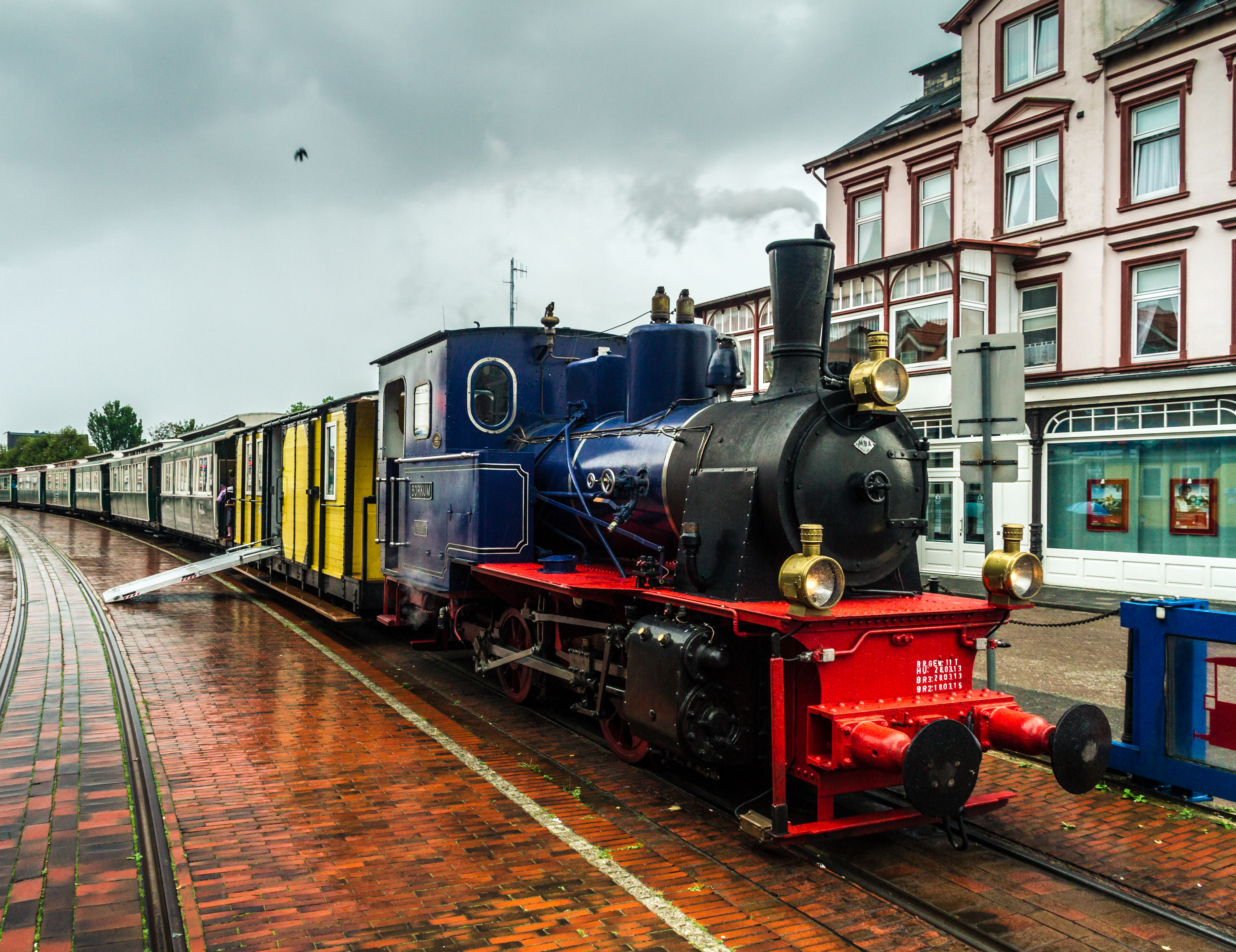
Kisvasút

A szigetet az Emden és Borkum között ingázó komp kapcsolja a szárazföldhöz. A csak utasokat szállító hajó 1,5, míg az autószállító komp 2,5 óra alatt teszi meg a szigetig tartó utat. A sziget körüli hajózást az tengerjárás nem hátráltatja.

Borkum azon kevés sziget közé tartozik, amelyekre szabadon bevihetők a magánautók. A magánautók mellett a kerékpárok jelentik az egyéni közlekedés leghatékonyabb módját. A sziget délkeleti szegletében fekvő kikötőt egy kisvasút köti össze a délnyugati részen elterülő várossal. Az 1888-ban átadott kisvasút 7,5 kilométeres ma már főleg a turisták kiszolgálásából él. A szigeten korábban több vasútvonal is létezett, amelyek katonai célokat szolgáltak. Borkum keleti része csak a ritkán közlekedő buszokkal közelíthető meg. A terület szívében egy kisrepülőgépek fogadására alkalmas repülőtér található.

## Érdekességek
- Borkumon működik Európa legnagyobb ifjúsági szállodája. A Bundeswehr korábbi tengerészképző bázisa ma 530 ággyal várja az utazókat.
- Borkumon működik Németország utolsó kétvágányú keskeny nyomtávú vasúti pályája.
- A sziget nyugati részén működött 2003-ig Németország első elektromos világítótornya.

## Fordítás
Ez a szócikk részben vagy egészben a Borkum című német Wikipédia-szócikk ezen változatának fordításán alapul.  Az eredeti cikk szerkesztőit annak laptörténete sorolja fel. Ez a jelzés csupán a megfogalmazás eredetét és a szerzői jogokat jelzi, nem szolgál a cikkben szereplő információk forrásmegjelöléseként.